# Рессета (присілок)
Рессета (рос. Рессета) — присілок в Хвастовицькому районі Калузької області Російської Федерації.
Населення становить 8 осіб. Входить до складу муніципального утворення Село Милєєво.

## Історія
Від 2004 року входить до складу муніципального утворення Село Милєєво

## Населення
| 2002 | 2010 |
| ---- | ---- |
| 16   | ↘8   |